# Venetië (provincie)
De voormalige provincie Venetië (Venezia) was gelegen in de Noord-Italiaanse regio Veneto. Als gevolg van de Wet 142/1990 op de hervorming van de lokale overheidsorganen, in werking getreden op 1 januari 2015, is de provincie vervangen door de metropolitane stad Venetië. 
In het noorden grenst de provincie aan de in de regio Friuli-Venezia Giulia gelegen provincie Pordenone, in het oosten de provincies Treviso en Padua en in het zuiden aan de provincie Rovigo. De provincie bestaat uit twee van elkaar gescheiden delen: het grootste noordelijke deel met de hoofdstad Venetië en een kleiner zuidelijk deel bij de stad Chioggia, het gebied tussen de twee delen behoort tot de provincie Padua.

## Territorium
De provincie Venetië was gelegen om de Laguna Veneta, een enorme lagune die zo'n 120 eilanden telt. In centrum van de lagune ligt het historische deel van de stad Venetië, op het vasteland liggen Mestre en Marghera die ook tot de gemeente Venetië behoren: hier woont zo'n 80% van de Venetiaanse bevolking. Marghera is een belangrijke industrieplaats. De belangrijkste rivier is de Piave die net buiten de Laguna in de Adriatische Zee stroomt.

## Bezienswaardigheden
De historische stad Venetië behoort tot de meest bezochte steden van Italië en is gebouwd op een honderdtal eilanden. Door de vele kanalen, statige paleizen, pleinen en afwezigheid van autoverkeer heeft de stad een unieke sfeer. Op een heel enkel gebouw na is het middeleeuwse Venetië nog geheel intact. In de winter werd de stad vaak getroffen door overstromingen, maar de in 2020 opgeleverde stormvloedkering heeft hieraan een eind gemaakt. De belangrijkste bezienswaardigheden van de stad zijn het Piazza San Marco met de kathedraal en het Dogepaleis, de brug Ponte Rialto, de Basiliek van Santa Maria della Salute en het Ca'd'Oro. In de laguna liggen de eilanden Murano (glasblazerijen), Torcello en het kleurrijke Burano die ook aan de stad toebehoren. Lido is het enige eiland van de stad waar autoverkeer toegestaan is, de oostzijde ervan ligt aan de Adriatische Zee. De belangrijkste badplaats van de provincie is Jesolo, oftewel Iesolo. Ook Caorle en Bibione trekken veel badgasten. Chioggia in het uiterste zuiden van de provincie is een soort van "miniatuur-Venetië" met de kanalen en kleurige huizen.

## Foto's

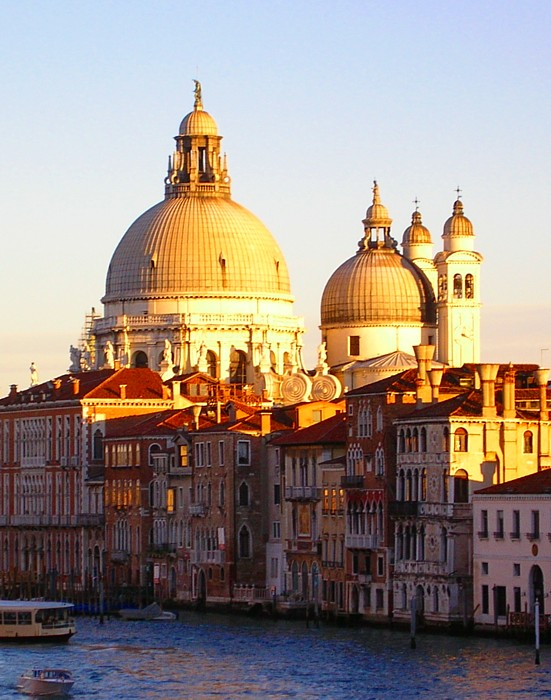
Santa Maria della Salute
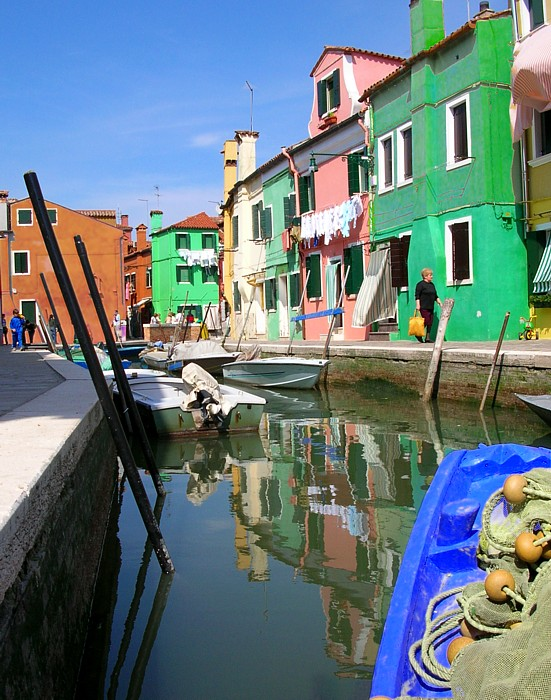
Burano
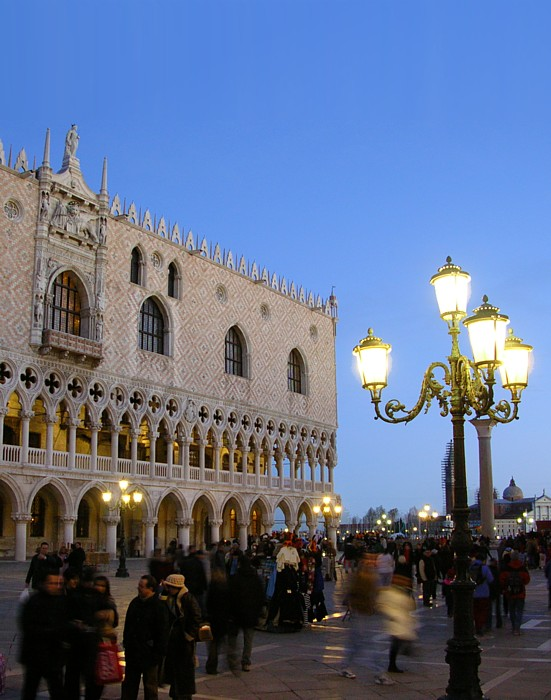
Dogepaleis
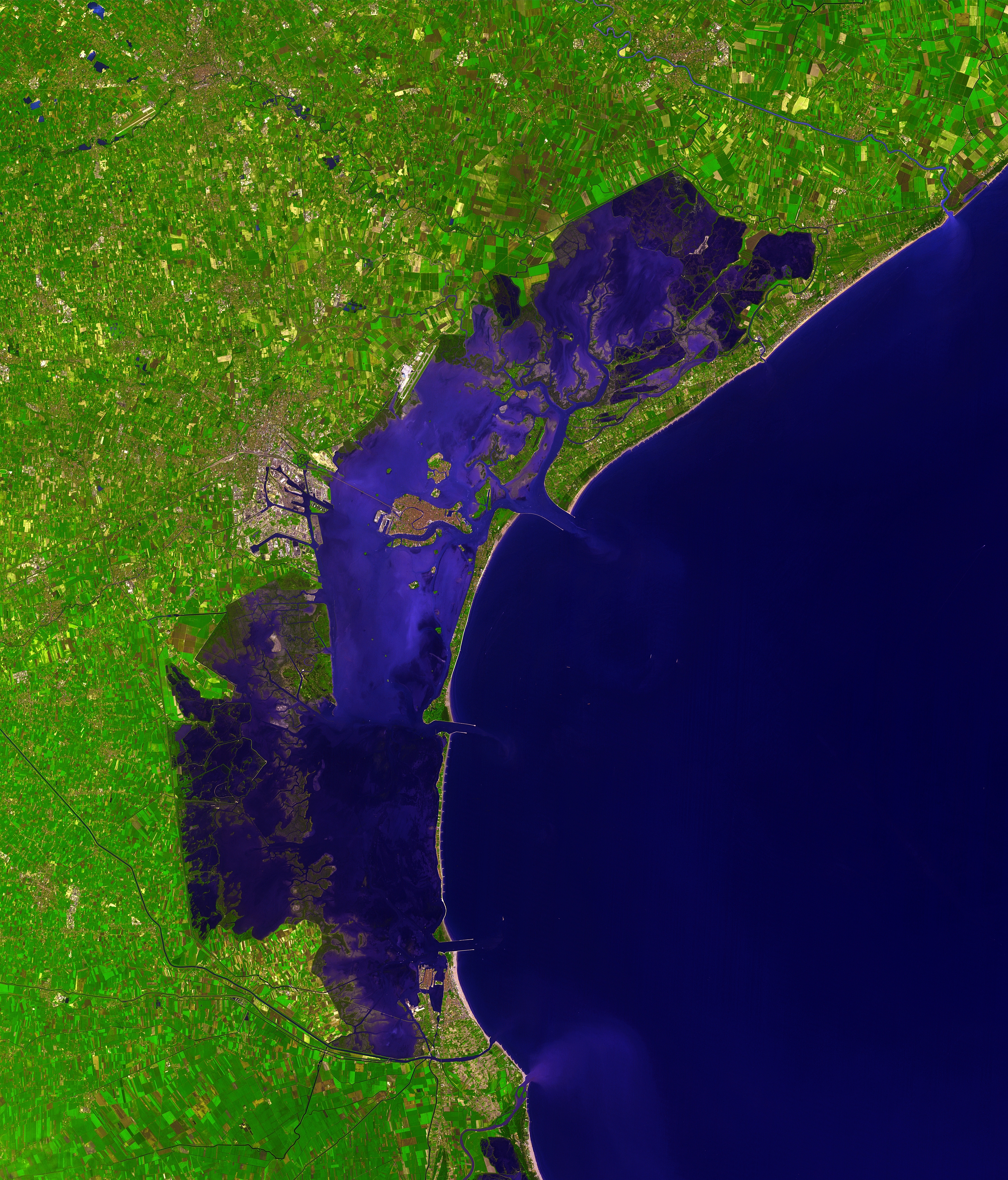
De lagune van Venetië (satellietfoto)